# Rennaz
Rennaz [ʀɛːn] ou [ʀɛna] est une commune suisse du canton de Vaud, située dans le district d'Aigle.

## Géographie

### Situation
Le territoire de Rennaz s'étend sur 2,19 km2. Lors du relevé de 2013-2018, les surfaces d'habitations et d'infrastructures représentaient 35,2 % de sa superficie, les surfaces agricoles 61,6 %, les surfaces boisées 1,8 % et les surfaces improductives 0,5 %.

### Transports

#### Transports publics
- Ligne 111 (TPC) : Aigle, gare - Yvorne - Roche - Rennaz - Villeneuve VD, gare
- Ligne 120 (CarPostal) : Bex, gare - Monthey - Vouvry - Rennaz - Villeneuve VD, gare
- Ligne 121 (CarPostal) : Aigle, gare - Vionnaz - Vouvry - Chessel - Rennaz - Villeneuve VD, gare
- Ligne 201 (VMCV) : Vevey, funiculaire - La Tour-de-Peilz - Montreux - Veytaux - Villeneuve VD - Rennaz, village

#### Transports individuels
- A9 (Brigue - Lausanne - Vallorbe)  16 (Villeneuve)
- Route principale 9 : Vallorbe - Lausanne - Rennaz - Martigny - Brigue - col du Simplon - Gondo.

#### Aérodrome
L'aérodrome régional de Montreux a été construit à Rennaz en 1960. Comprenant d'abord une piste en herbe, puis une piste en dur, il offrait des lignes vers Gstaad, Saint-Moritz, Marseille et Nice ainsi que des vols sur les Alpes, des vols d'avion-école, des excursions, des taxis aériens et des atterrissages sur glaciers. Le nombre de passagers s'élevait à 5 000 par an. La construction de l'autoroute A9 mit fin à son activité en 1968.

## Histoire
Rennaz est cité en 1252 sous le nom d'ad villam de rayna. Un milliaire situé à la Grange des Tille date de 305/306 après J.-C. En 1252, le comte Amédée IV de Savoie intégra Rennaz dans les franchises dont bénéficia Villeneuve. Le village faisait partie du gouvernement et du mandement d'Aigle (châtellenie de Noville) sous le régime bernois (1476-1798) puis passa en 1798 au district d'Aigle. Des bois et des pâturages étaient administrés en commun par Villeneuve, Noville, son hameau de Crebelley et Rennaz ; ce dernier se sépara de Noville et fut érigé en commune en 1834 (partage des biens indivis dès 1840). Au spirituel, Rennaz relève de Noville ; l'église date de 1902. Une école est ouverte en 1835 et une laiterie vers 1840. On y trouve un aérodrome dans les années 1960. Autrefois agricole, Rennaz a connu un développement industriel, commercial et résidentiel dès les années 1980 avec l'ouverture de l'autoroute A9. En 2000, les trois quarts de la population active étaient des pendulaires.

## Toponymie
Le nom de la commune, qui se prononce [ʀɛːn] ou [ʀɛna], dérive du nom de personne germanique Ragena, Raina, qui y possédait un domaine.
Sa première occurrence écrite date de 1252, sous la forme de rayna.

## Population et société

### Gentilé
Les habitants de la commune se nomment les Renards (lou Renâ en patois vaudois).

### Démographie

#### Évolution de la population
Rennaz compte 931 habitants au 31 décembre 2023 pour une densité de population de 425 hab/km2. Sur la période 2010-2019, sa population a augmenté de 30,5 % (canton : 12,9 % ; Suisse : 9,4 %).  

#### Pyramide des âges
En 2020, le taux de personnes de moins de 30 ans s'élève à 36,7 %, au-dessus de la valeur cantonale (35 %). Le taux de personnes de plus de 60 ans est quant à lui de 22 %, alors qu'il est de 21,9 % au niveau cantonal.
La même année, la commune compte 439 hommes pour 453 femmes, soit un taux de 49,2 % d'hommes, supérieur à celui du canton (49,1 %).
| Hommes | Classe d’âge | Femmes |
| ------ | ------------ | ------ |
| 0,5    | 90 ans ou +  | 0,9    |
| 4,8    | 75 à 89 ans  | 6,2    |
| 14,4   | 60 à 74 ans  | 17,2   |
| 19,1   | 45 à 59 ans  | 20,8   |
| 22,8   | 30 à 44 ans  | 20,1   |
| 18,2   | 15 à 29 ans  | 19,4   |
| 20,3   | - de 14 ans  | 15,5   |

| Hommes | Classe d’âge | Femmes |
| ------ | ------------ | ------ |
| 0,5    | 90 ans ou +  | 1,4    |
| 6,1    | 75 à 89 ans  | 8,2    |
| 13,3   | 60 à 74 ans  | 14,3   |
| 21,5   | 45 à 59 ans  | 21,2   |
| 22,0   | 30 à 44 ans  | 21,4   |
| 19,6   | 15 à 29 ans  | 18,0   |
| 16,9   | - de 14 ans  | 15,5   |

### Santé
Depuis 2019, l'Hôpital Riviera-Chablais, Vaud-Valais est implanté dans la commune, de même que la Pharmacie des hôpitaux de l'Est lémanique.

## Culture et patrimoine

### Patrimoine bâti
Le château du Grand-Clos est une maison de maître dont l'origine remonte à une maison forte ayant appartenu au Moyen Âge à la famille seigneuriale de Duin. Elle passe par la suite aux Bouvier, importante famille de Villeneuve, dont le dernier du nom, Ferdinand Bouvier, a été châtelain de Chillon et recteur de l'hôpital de Villeneuve. Le château est saisi en 1589 par les autorités bernoises après la conjuration d'Isbrand Daux et change dès lors plusieurs fois de mains. Les frères Jean et Abraham Guillard le font reconstruire et le transforment en élégante maison de maîtres, de style classique, bâtie sur les plans de l'architecte français François II Franque, auteur également, entre autres, du château d'Hauteville,.

### Héraldique
| Blason | Blasonnement : Coupé de sable et d'or, au renard de gueules rampant et brochant. |